# Seznam ruských a sovětských křižníků
Seznam ruských křižníků je seznam chráněných, nechráněných, pancéřových, lehkých, těžkých, bitevních a raketových křižníků ruského carského, sovětského a ruského námořnictva. Vrtulníkové a letadlové křižníky jsou zahrnuty ve vlastním seznamu.

## Pancéřové křižníky

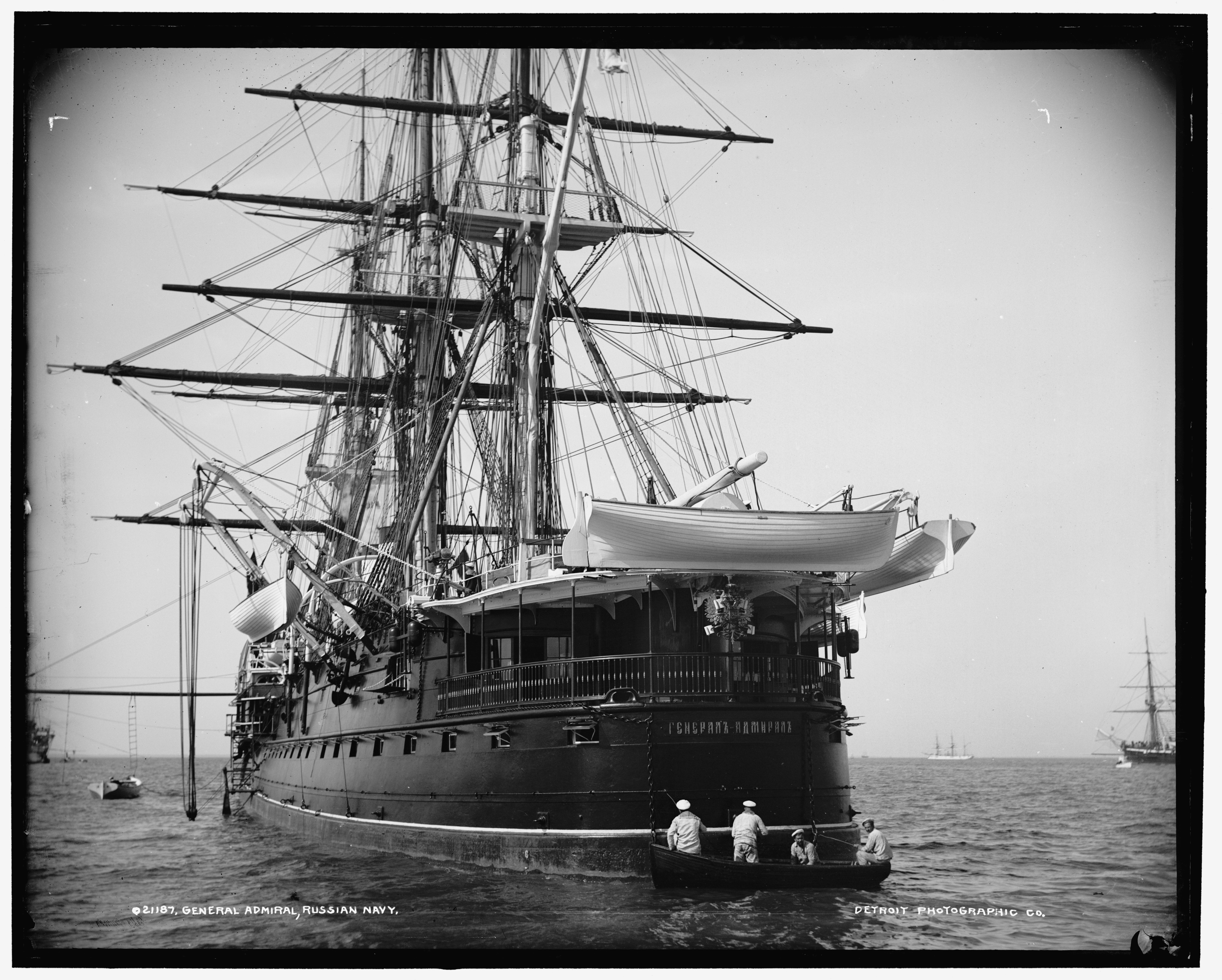
General-Admiral

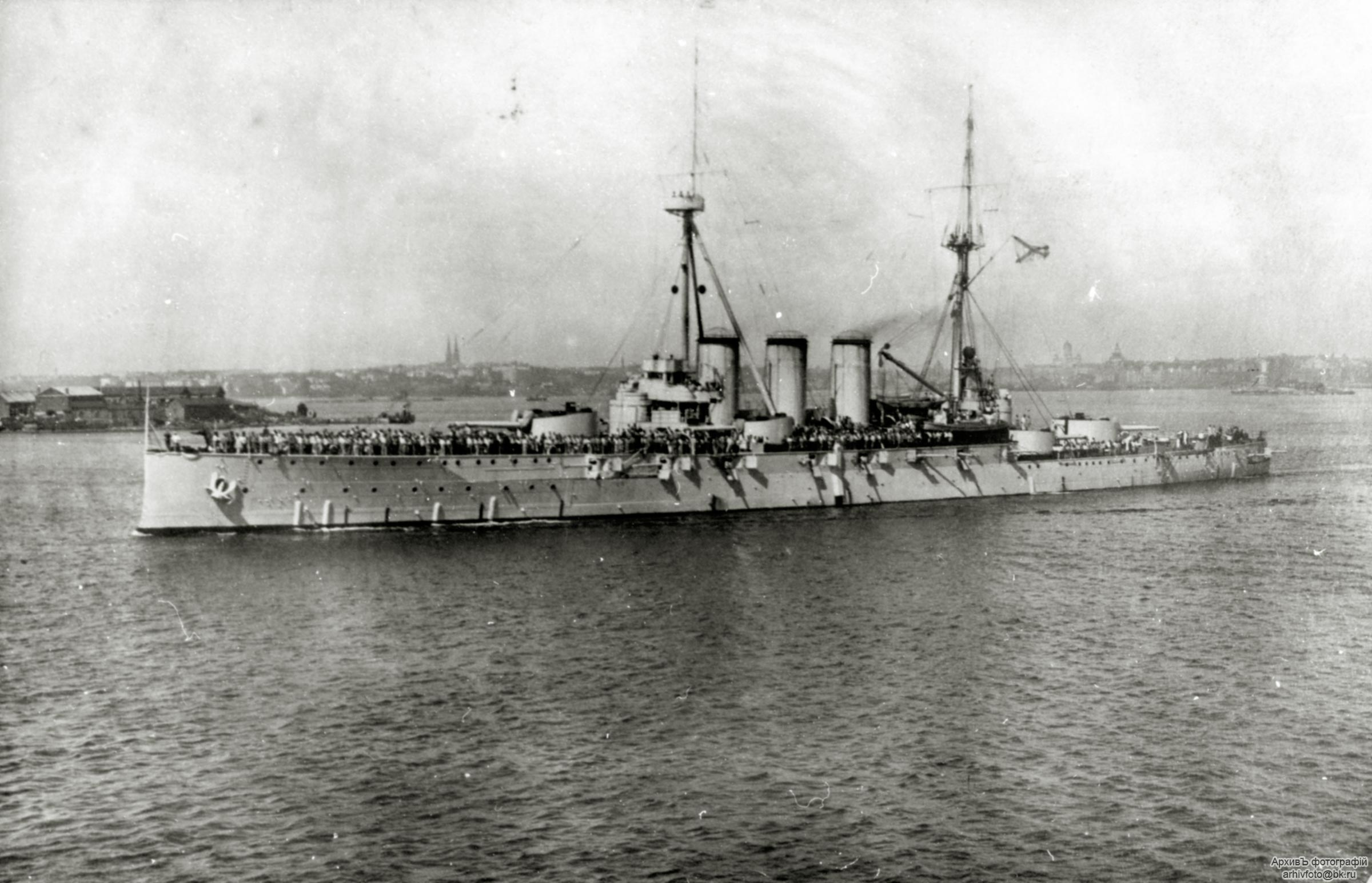
Rurik

- Třída General-Admiral
  - General-Admiral
  - Gerzog Edinburgskij

- Minin
- Vladimir Monomach
- Dmitrij Donskoj

- Admiral Nachimov
- Pamjať Azova
- Rjurik
- Rossija
- Gromoboj

- Třída Bajan
  - Bajan
  - Admiral Makarov
  - Pallada
  - Bajan

- Rjurik

## Chráněné křižníky
- Třída Viťaz
  - Viťaz
  - Rynda

- Admiral Kornilov
- Světlana

- Třída Pallada
  - Pallada
  - Diana
  - Aurora

- Varjag
- Askold

- Třída Bogatyr
  - Bogatyr
  - Viťaz
  - Oleg
  - Kagul
  - Kagul (ex Očakov)

- Novik
- Bojarin

- Třída Žemčug
  - Žemčug
  - Izumrud

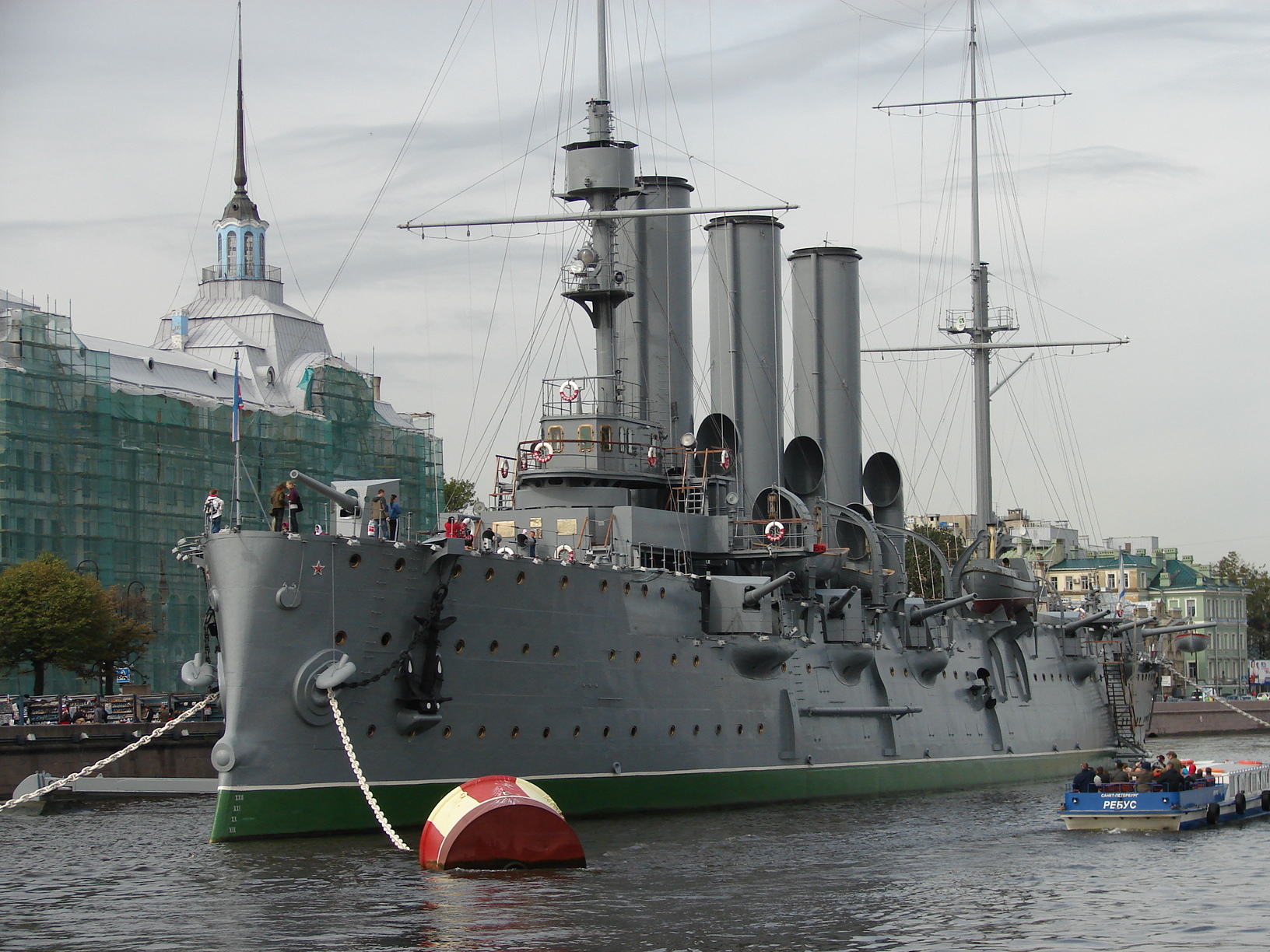
Aurora

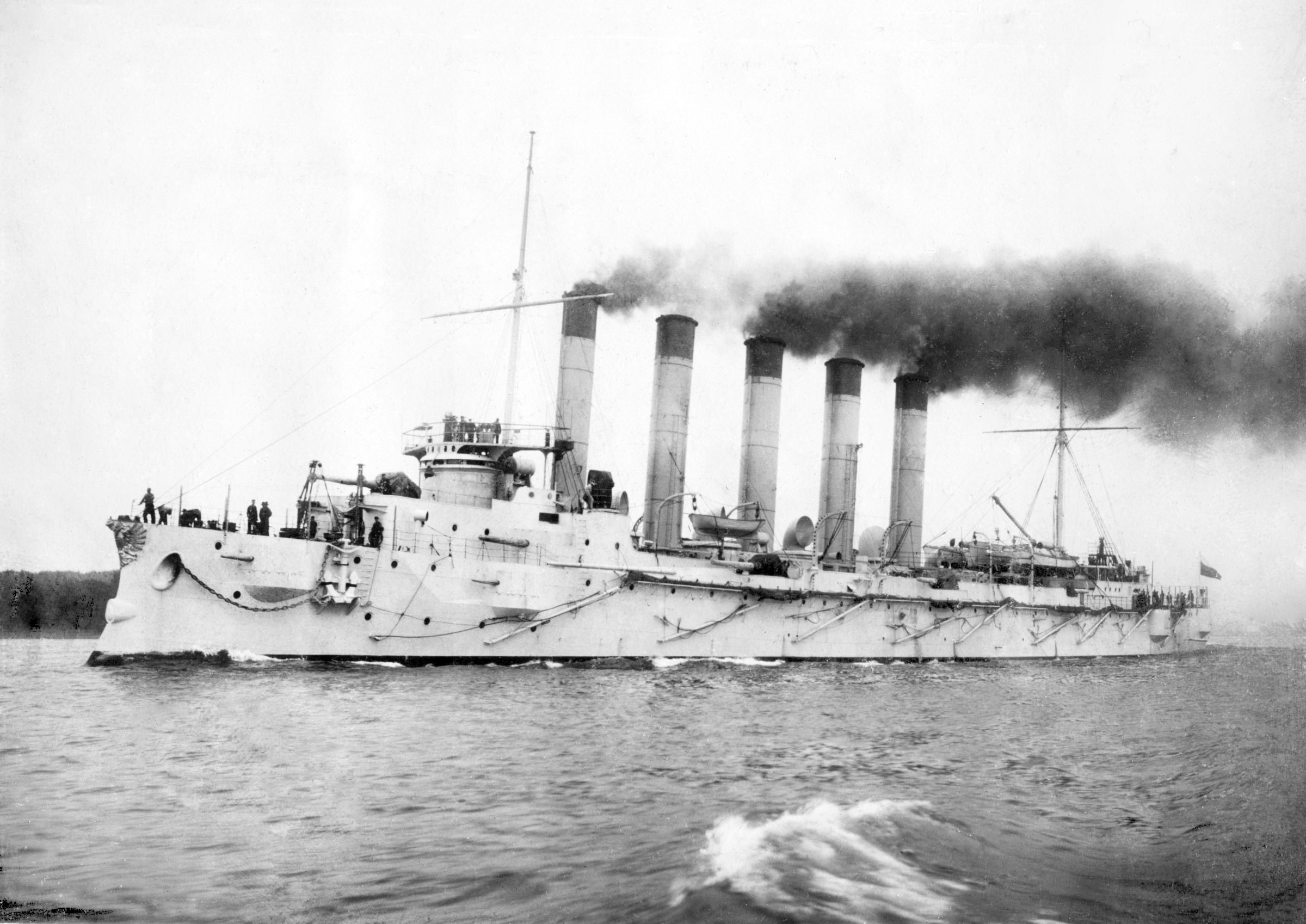
Askold

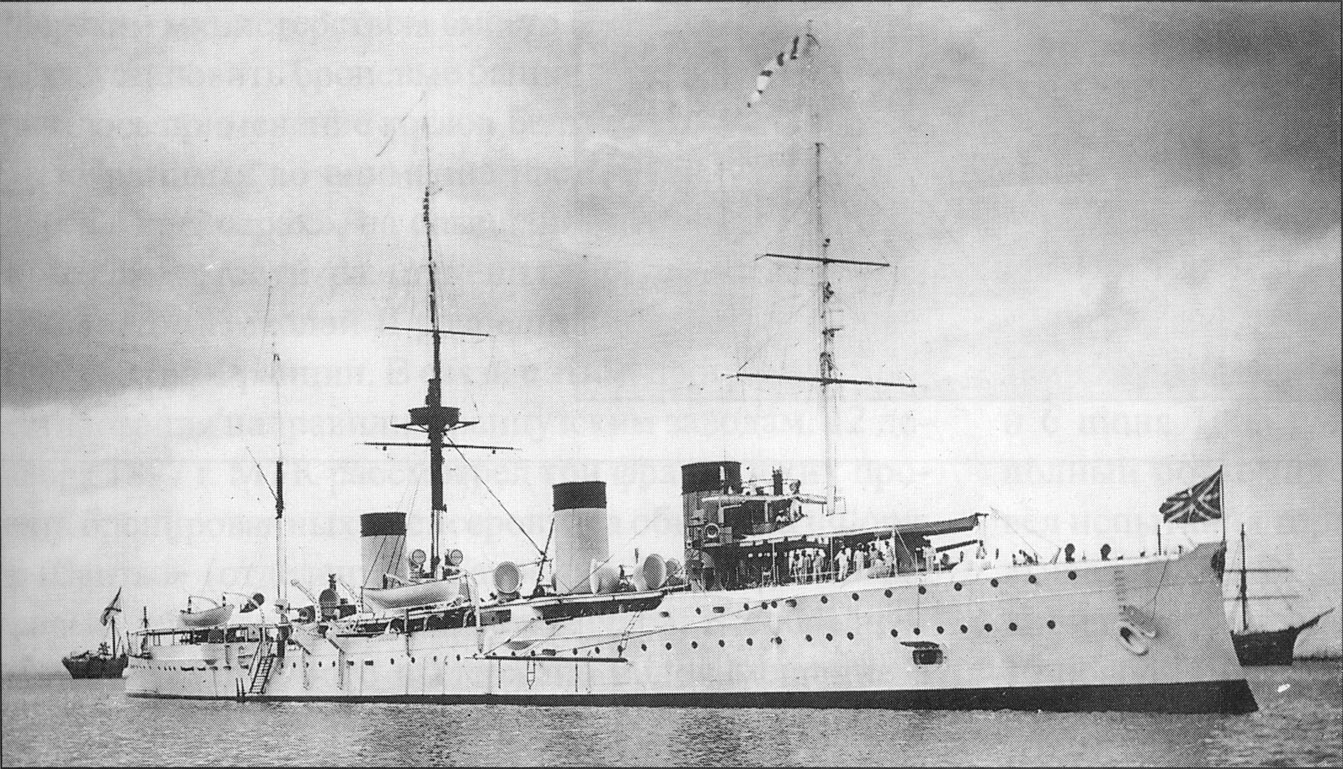
Žemčug

- Prut – ukořistěný turecký křižník Mecidiye

- Třída Muravjev Amurskij
  - Muravjev Amurskij – dokončen jako německý křižník SMS Pillau
  - Admiral Nevelskoj – dokončen jako německý křižník SMS Elbing

## Nechráněné křižníky

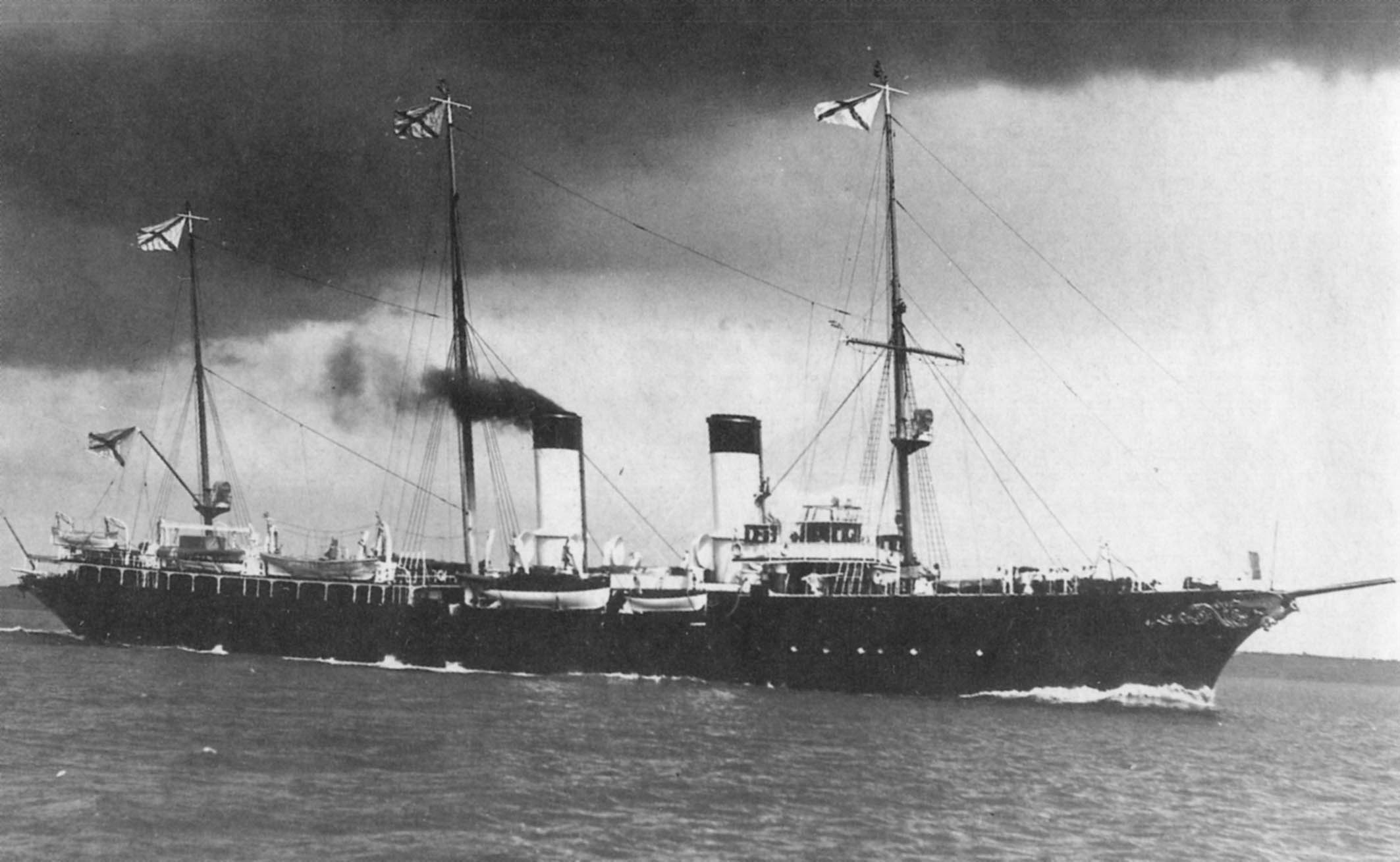
Almaz

- Almaz
- Pamjať Merkuria

## Lehké křižníky
- Třída Světlana

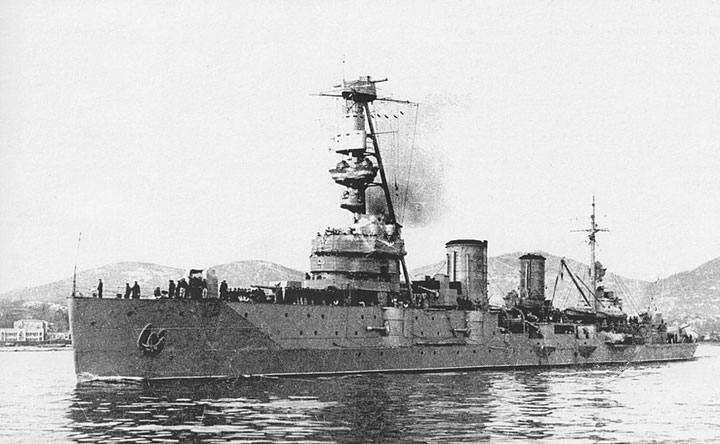
Krasnyj Krym

  - Krasnyj Krym (ex Světlana, Profintern)
  - Červona Ukrajina (ex Admiral Nachimov)

- Třída Čapajev
  - Čapajev
  - Čkalov
  - Železňakov
  - Frunze
  - Kujbyšev
  - Oržonikidze – stavba zrušena
  - Sverdlov – stavba zrušena

- Projekt 68bis (třída Sverdlov)
  - Sverdlov – vyřazen
  - Dzeržinskij – vyřazen
  - Ordžhonikidze – vyřazen
  - Ždanov – vyřazen
  - Alexandr Něvský – vyřazen
  - Admiral Nachimov – vyřazen
  - Admiral Ušakov – vyřazen
  - Admiral Lazarev – vyřazen
  - Alexander Suvorov – vyřazen
  - Admiral Senjavin – vyřazen
  - Dimitrij Požharskij – vyřazen
  - Molotovsk – vyřazen
  - Murmansk – vyřazen

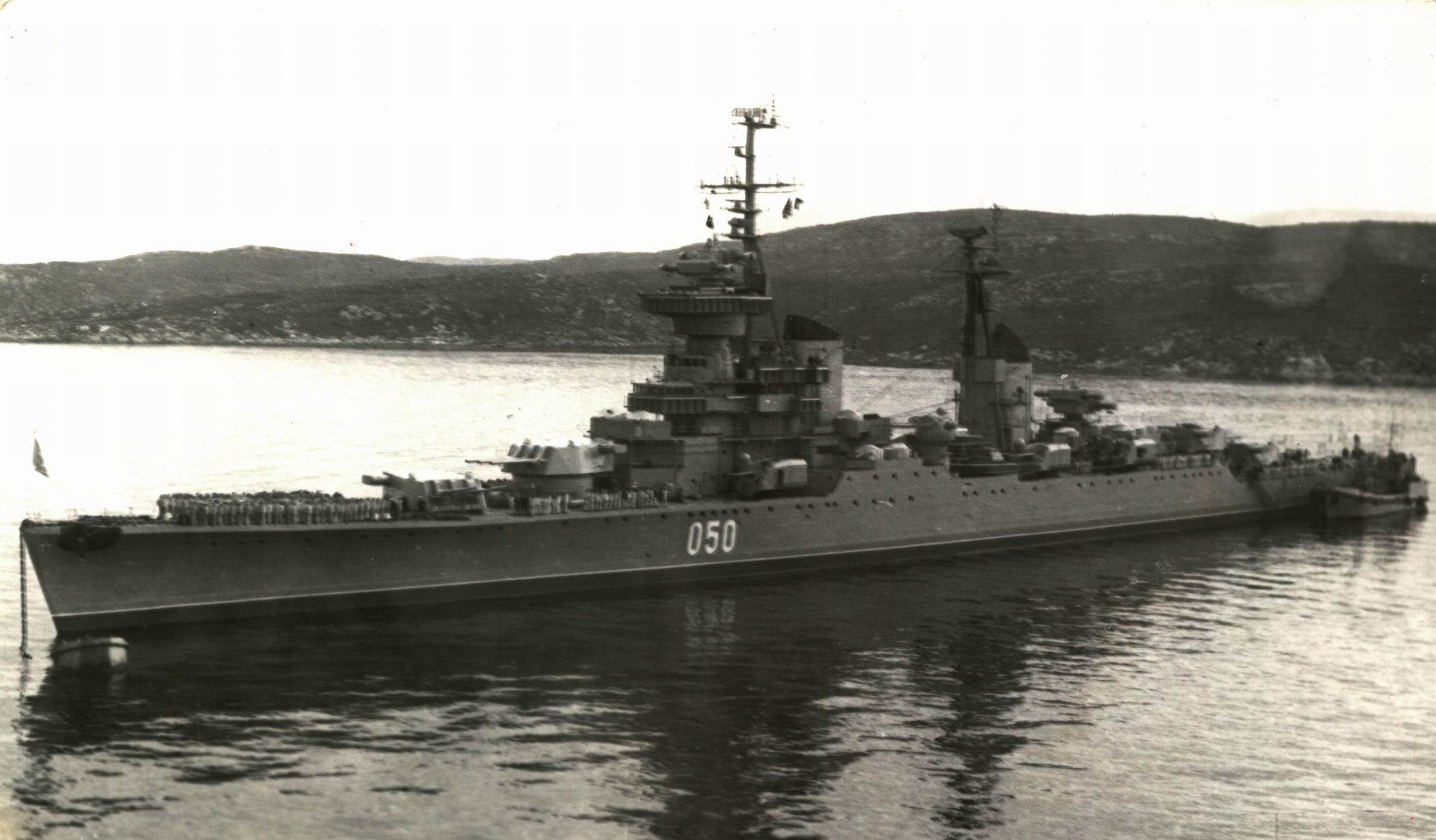
Murmansk

  - Admiral Kornilov – stavba zrušena
  - Kronštadt – stavba zrušena
  - Tallin – stavba zrušena
  - Varjag – stavba zrušena
  - Kozma Minin – stavba zrušena
  - Dmitrij Donskoj – stavba zrušena

## Těžké křižníky
- Třída Světlana

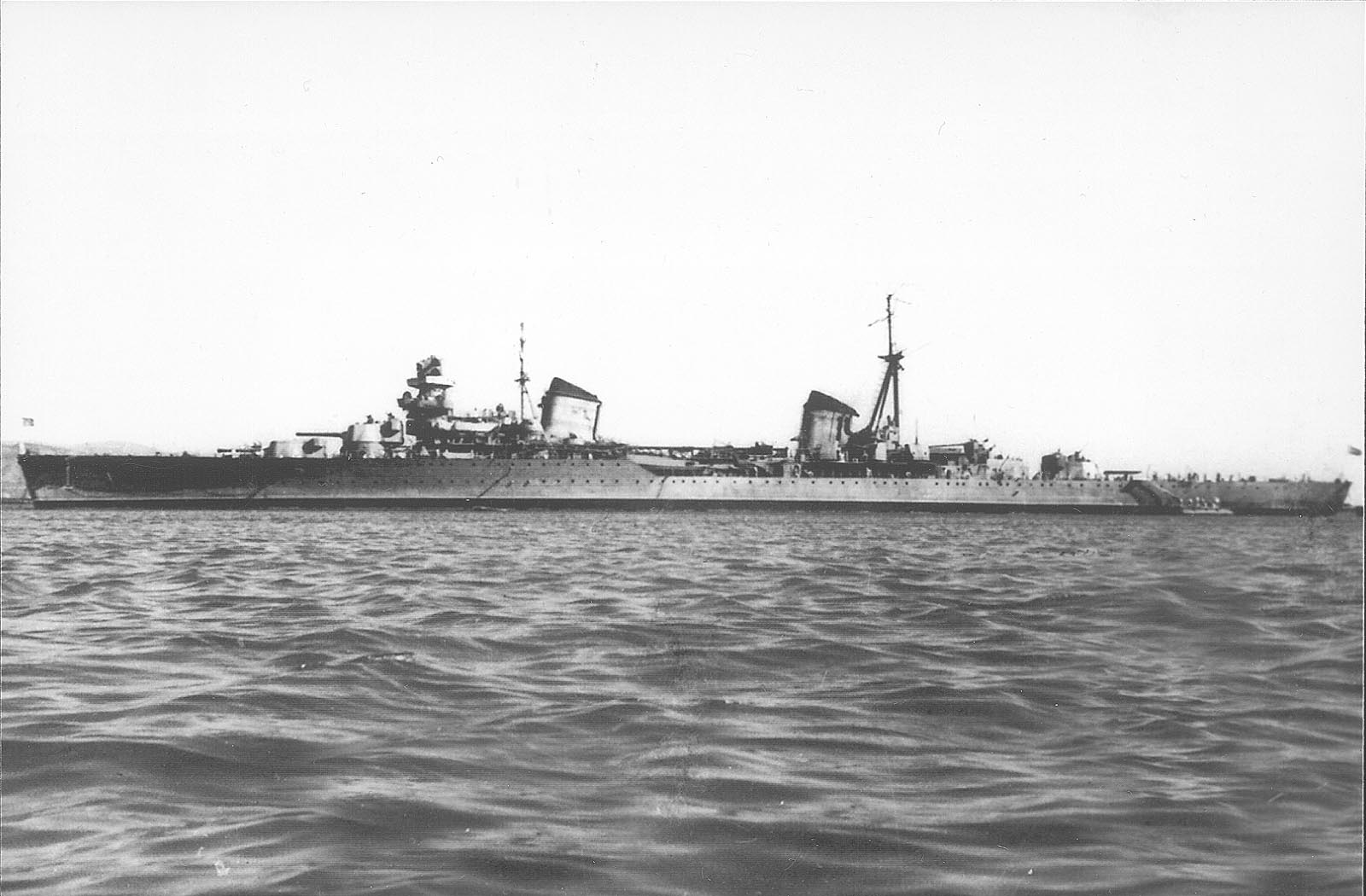
Molotov

  - Krasnyj Kavkaz (ex Admiral Lazarev)

- Třída Kirov
  - Kirov
  - Vorošilov
  - Maxim Gorkij
  - Molotov
  - Kalinin
  - Kaganovič

## Bitevní křižníky
- Třída Borodino
  - Borodino – stavba zrušena
  - Izmail – stavba zrušena
  - Kinburn – stavba zrušena
  - Navarin – stavba zrušena

- Třída Kronštadt
  - Kronštadt – stavba zrušena
  - Sevastopol – stavba zrušena

- Projekt 1144.2 (třída Kirov)

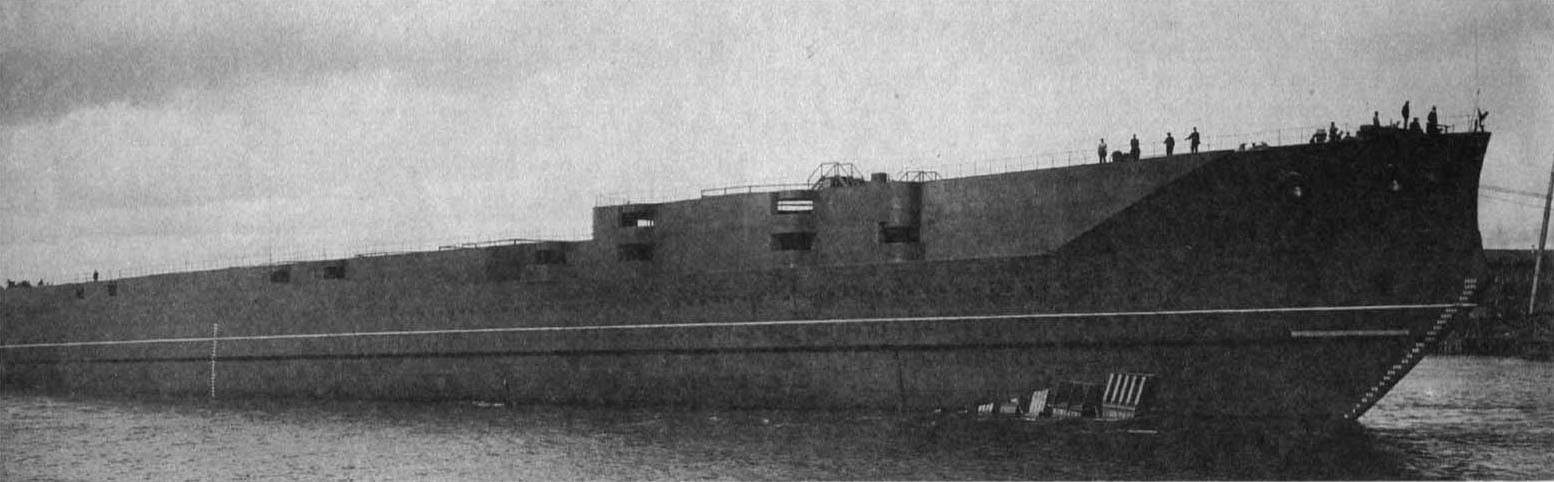
Rozestavěný Borodino

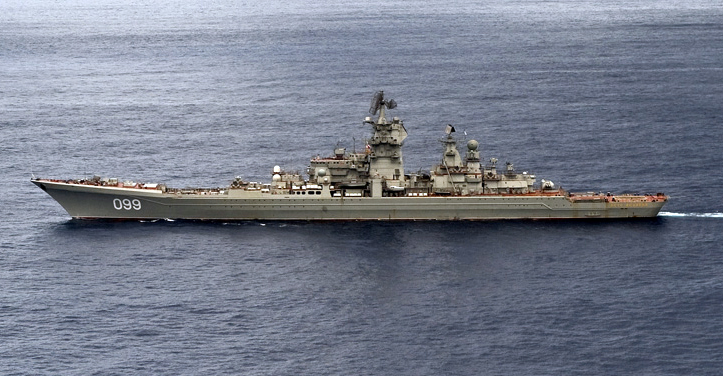
Pjotr Velikij

  - Admiral Ušakov (ex Kirov) – roku 1990 utrpěl havárii reaktoru, neopraven a vyškrtnut 2004.
  - Admiral Lazarev (ex Frunze) –  vrezervě
  - Admiral Nachimov (ex Kalinin) – v rezervě
  - Pjotr Velikij (ex Jurij Andropov) – aktivní

## Raketové křižníky
- Projekt 58 (třída Kynda)
  - Groznyj – vyřazen

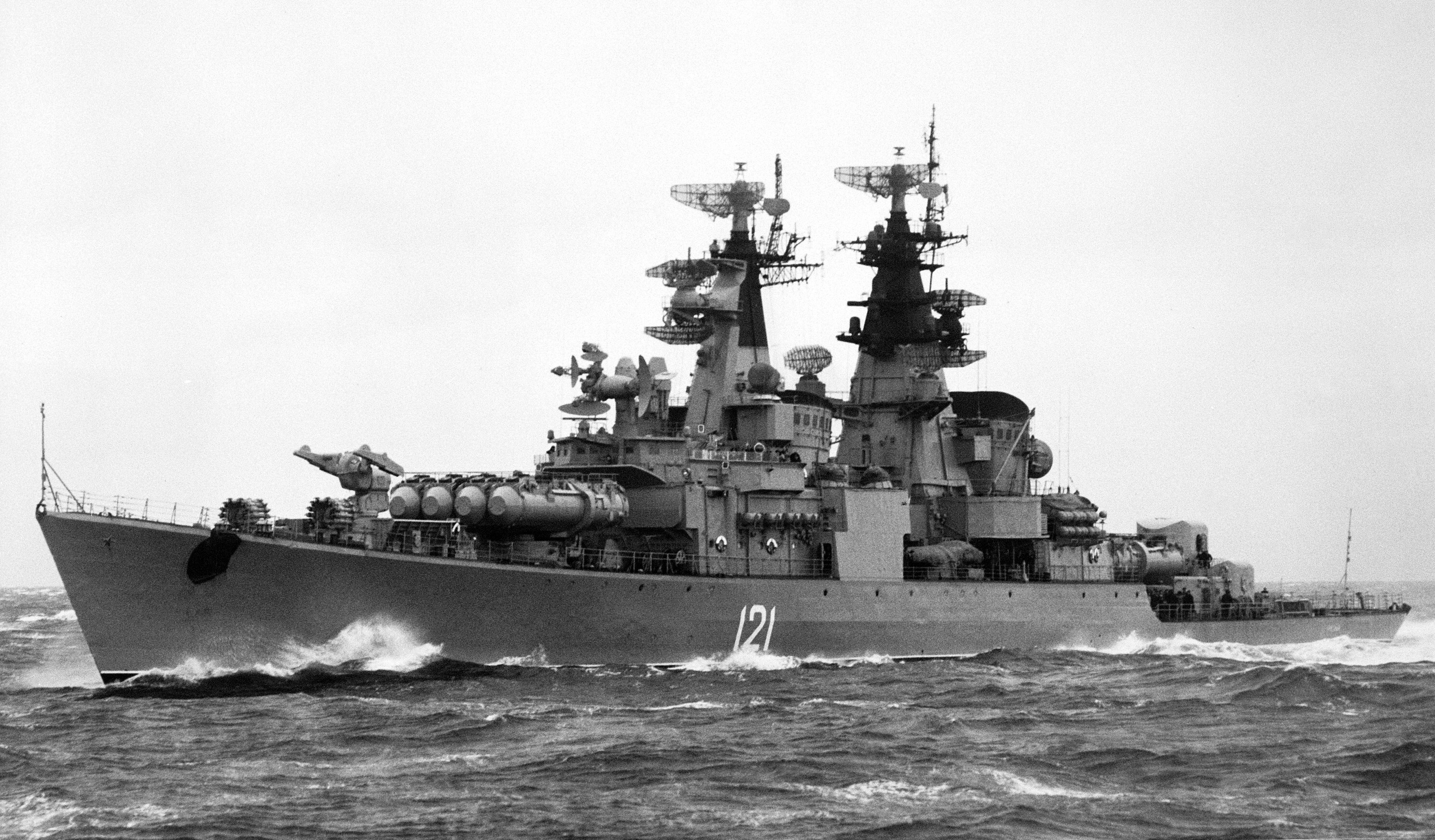
Groznyj

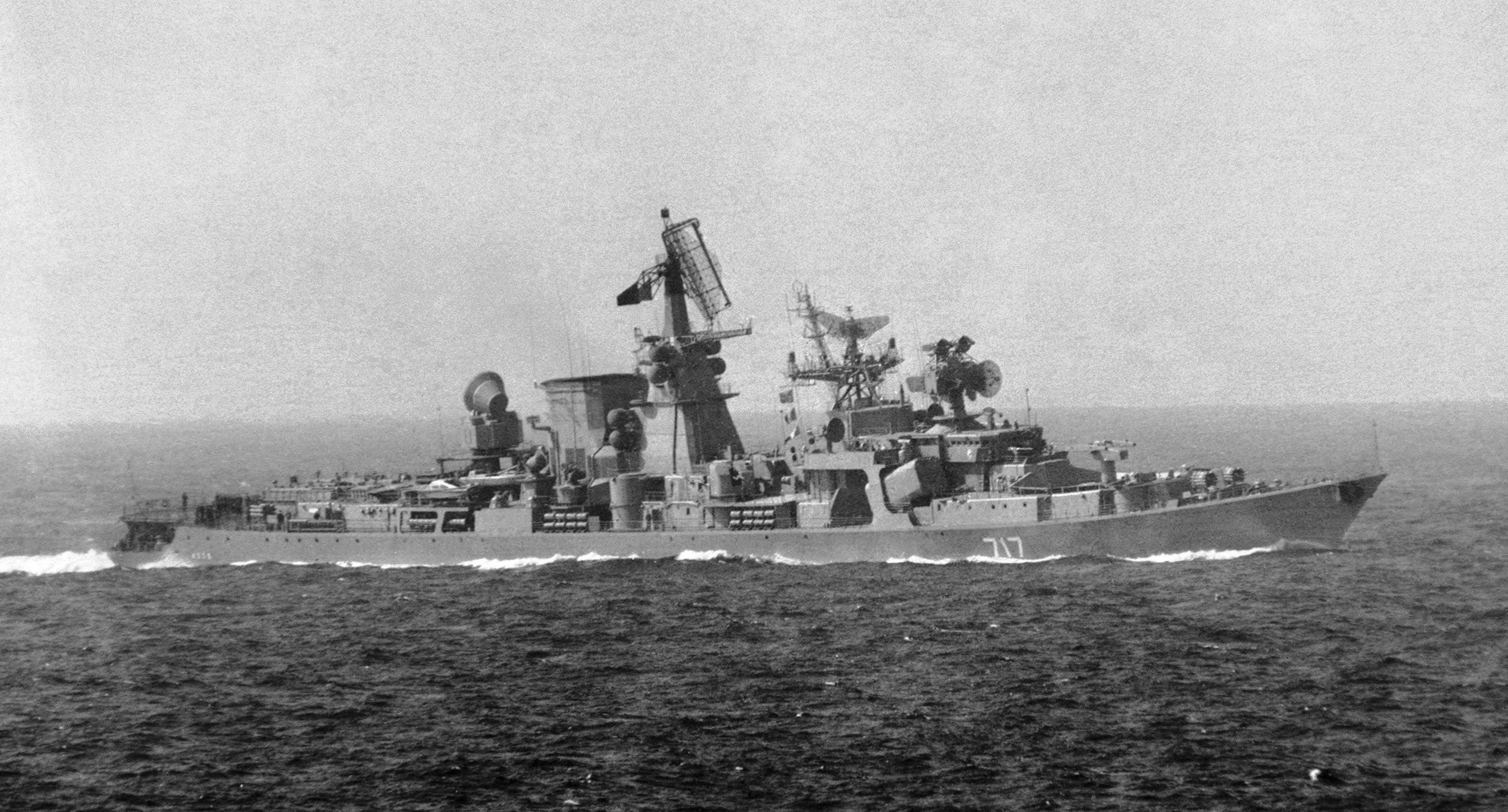
Azov

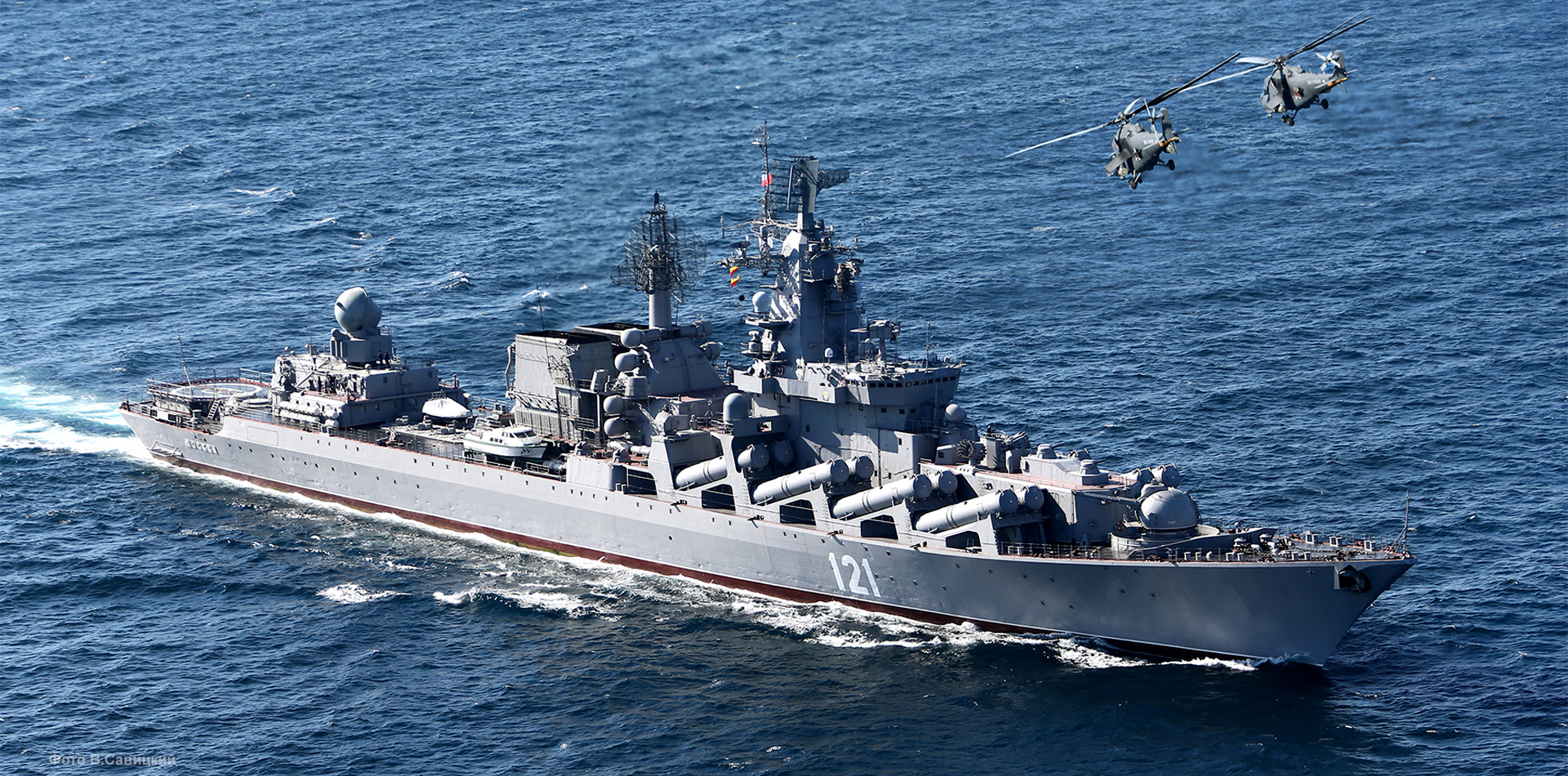
Moskva

  - Admirál Fokin (ex Stěreguščij, Vladivostok) – vyřazen
  - Admirál Golovko (ex Doblestnyj) – vyřazen
  - Varjag (ex Soobrazitělnyj) – vyřazen

- Projekt 1134 (třída Kresta I)
  - Admiral Zozulja – vyřazen
  - Vladivostok – vyřazen
  - Viceadmiral Drozd – vyřazen
  - Sevastopol – vyřazen

- Projekt 1134A (třída Kresta II)
  - Kronštadt – vyřazen
  - Admiral Izakov – vyřazen
  - Admiral Nachimov – vyřazen
  - Admiral Makarov – vyřazen
  - Maršal Vorošilov – vyřazen
  - Admiral Okťabrskij – vyřazen
  - Admiral Isačenkov – vyřazen
  - Maršal Timošenko – vyřazen
  - Vasilij Čapajev – vyřazen
  - Admiral Jumašov – vyřazen

- Projekt 1134B (třída Kara)
  - Nikolajev – vyřazen
  - Očakov – vyřazen
  - Kerč – vyřazen
  - Petropavlovsk – vyřazen
  - Taškent – vyřazen
  - Vladistok (ex Tallin) – vyřazen
  - Azov – vyřazen

- Projekt 1164 (třída Slava)
  - Moskva (ex Slava) – vyřazen
  - Maršal Ustinov (ex Admiral Flota Lobov) – aktivní
  - Varjag (ex Červona Ukrajina) – aktivní
  - Admiral Flota Lobov (ex Komsomolec) – nedostavěn
  - Rossija (ex Okťabrskaja revolucija) – stavba zrušena
  - Admiral Gorškov (ex Okťabrskaja revolucija) – stavba zrušena